# Trollhättan 30

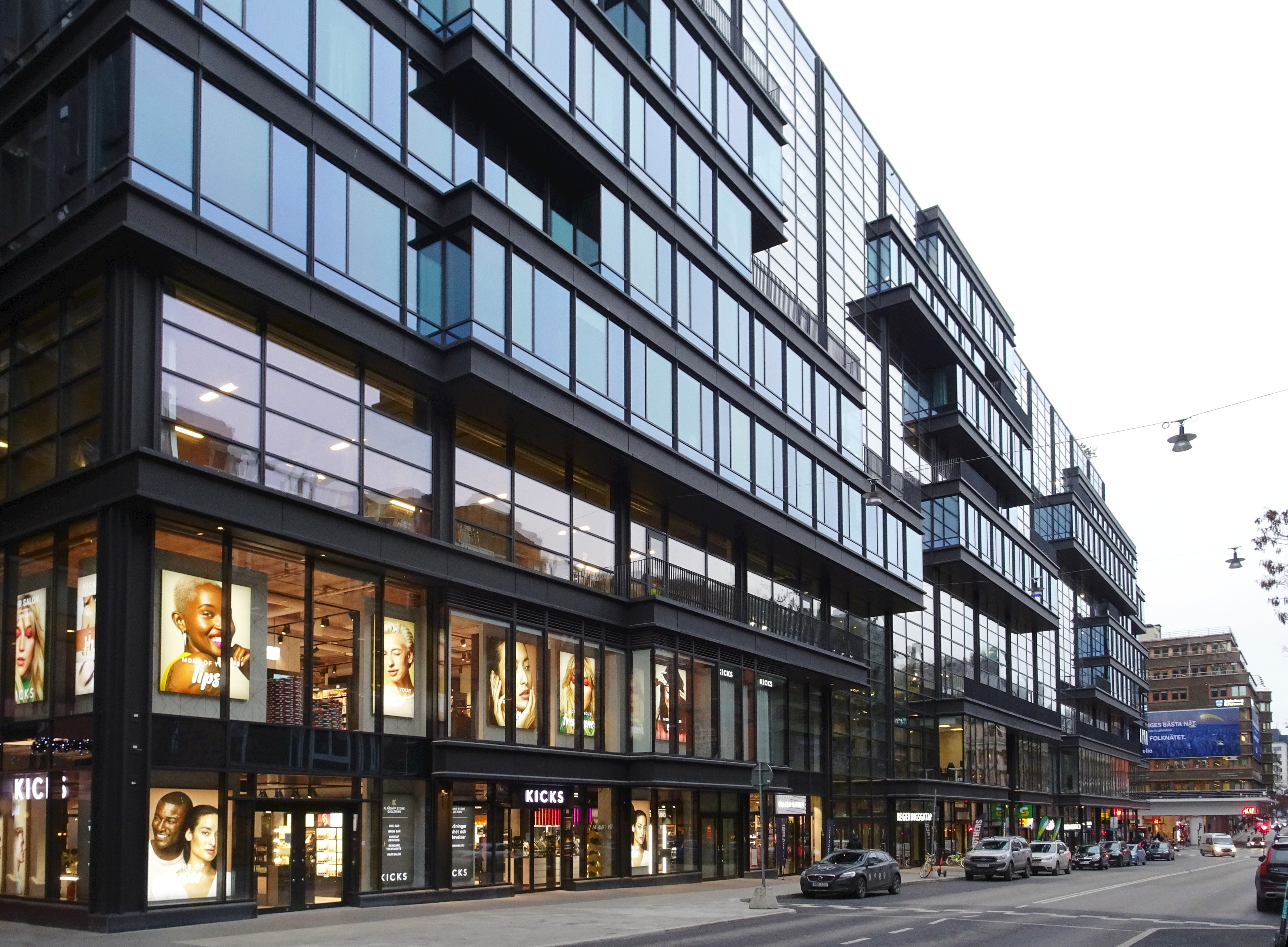
Fasad mot Regeringsgatan, 2019.

Trollhättan 30 är en kontors- och affärsfastighet i kvarteret Trollhättan, vid hörnet Regeringsgatan 23–29 och Hamngatan på Norrmalm i Stockholms city. Trollhättan 30 är en av Gallerians fem fastigheter och uppfördes åren 1974 till 1977 som Hus D i galleriankomplexet. Byggnaden revs 2017 och istället uppfördes ett nytt hus som stod färdigt 2019.

## Bakgrund

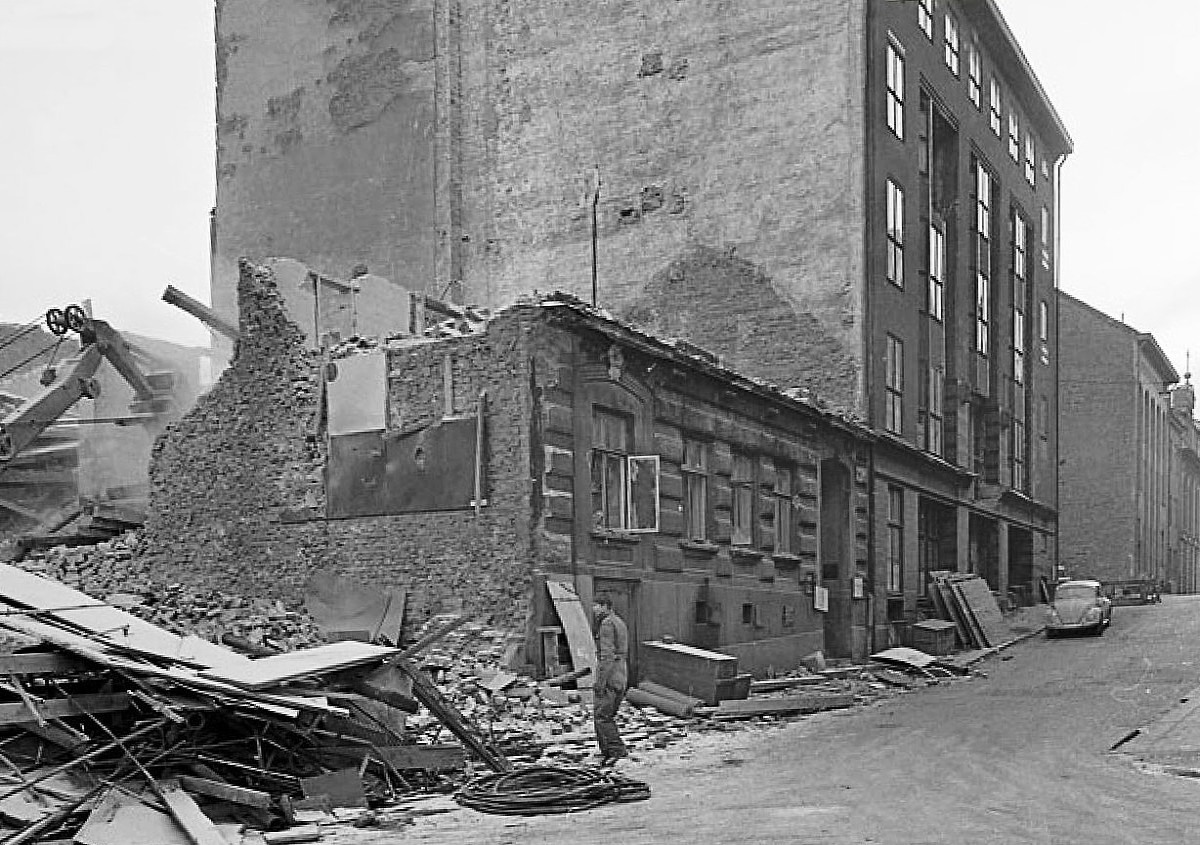
År 1967: rivning för Trollhättan 30.

Trollhättan 30 är ett resultat av Norrmalmsregleringen när ett nytt City växte fram genom omfattande rivningar söder och sydost om Sergels torg. I slutet av 1960-talet hade omdaningen av Nedre Norrmalm nått området kring Brunkebergstorg. Kvarteret Storviggen (senare kvarteret Trollhättan) var den sista stora byggstenen i Cityomvandlingen. 
Här uppfördes i början av 1970 Gallerians fem fastigheter: Trollhättan 29, Trollhättan 30, Trollhättan 31, Trollhättan 32 och Trollhättan 33. Storviggenprojektets olika turer blev på 1970-talet en symbol för Cityförnyelsens misslyckande och en belastning för de styrande politikerna i stadshuset. Den negativa kritiken i pressen var omfattande. Med tiden ändrades uppfattningen och idag tillskrivs området stora samhällshistoriska värden.

## Byggnadsbeskrivning, ursprunglig byggnad
För Trollhättan 30 var Åhléns byggherre och deras arkitekt var VBB medan entreprenören Ohlsson & Skarne byggde. Huset fick sju våningar över mark samt en indragen teknikvåning. De två nedre våningarna mot gata samt våningsplanen därunder nyttjades för handel. Byggnaden bestod av en sammanhållen massiv byggnadsvolym med en stor öppen gård mot väster från plan 5 och uppåt. Komplexet fyllde nordöstra hörnet av kvarteret Trollhättan och bildade med stora skyltfönster inramningen för östra sidan av Gallerians huvudingång från Hamngatan. Själva köpstråket i Gallerian blev en del av Trollhättan 30 samt även Trollhättan 29 och 31.
Fasaderna var klädda med anodiserade aluminiumkassetter i två kulörer: hardoxal champagne, och hardoxal ljusbrons. På de utkragande fönsterpartierna i norra delen av byggnaden användes lackerad  fasadplåt i kulör parmaviolett. Bebyggelsen inom fastigheten Trollhättan 30 var gulmärkt enligt Stadsmuseets klassificeringssystem, vilket innebar att den var av positiv betydelse för stadsbilden med ett visst kulturhistoriskt värde. Trots senare tids ombyggnader behöll byggnaden sammantaget ett kulturhistoriskt värde som en del av det moderna City.

Trollhättan 30 genom tiden
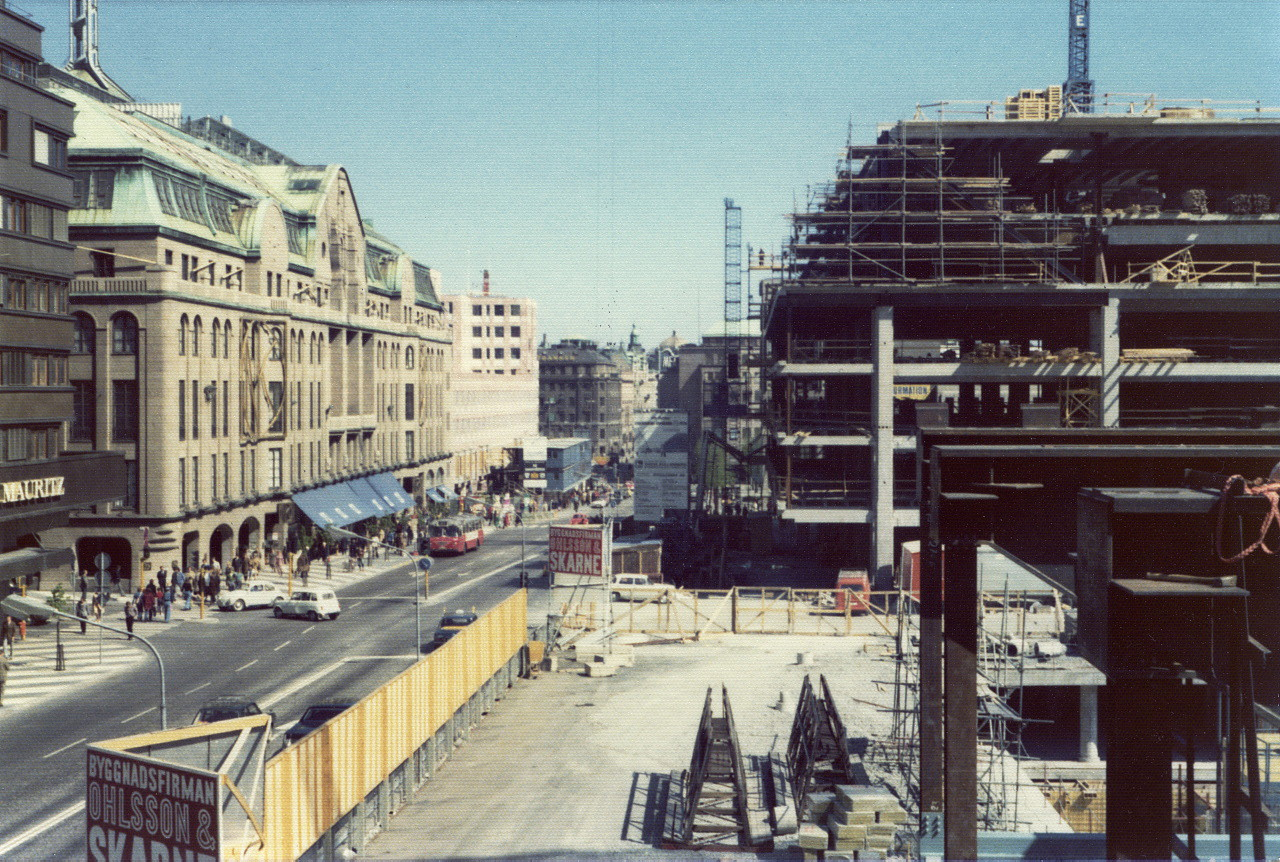
Byggplatsen i maj 1974 (i bakgrunden uppförs samtidigt Sparbankshuset).
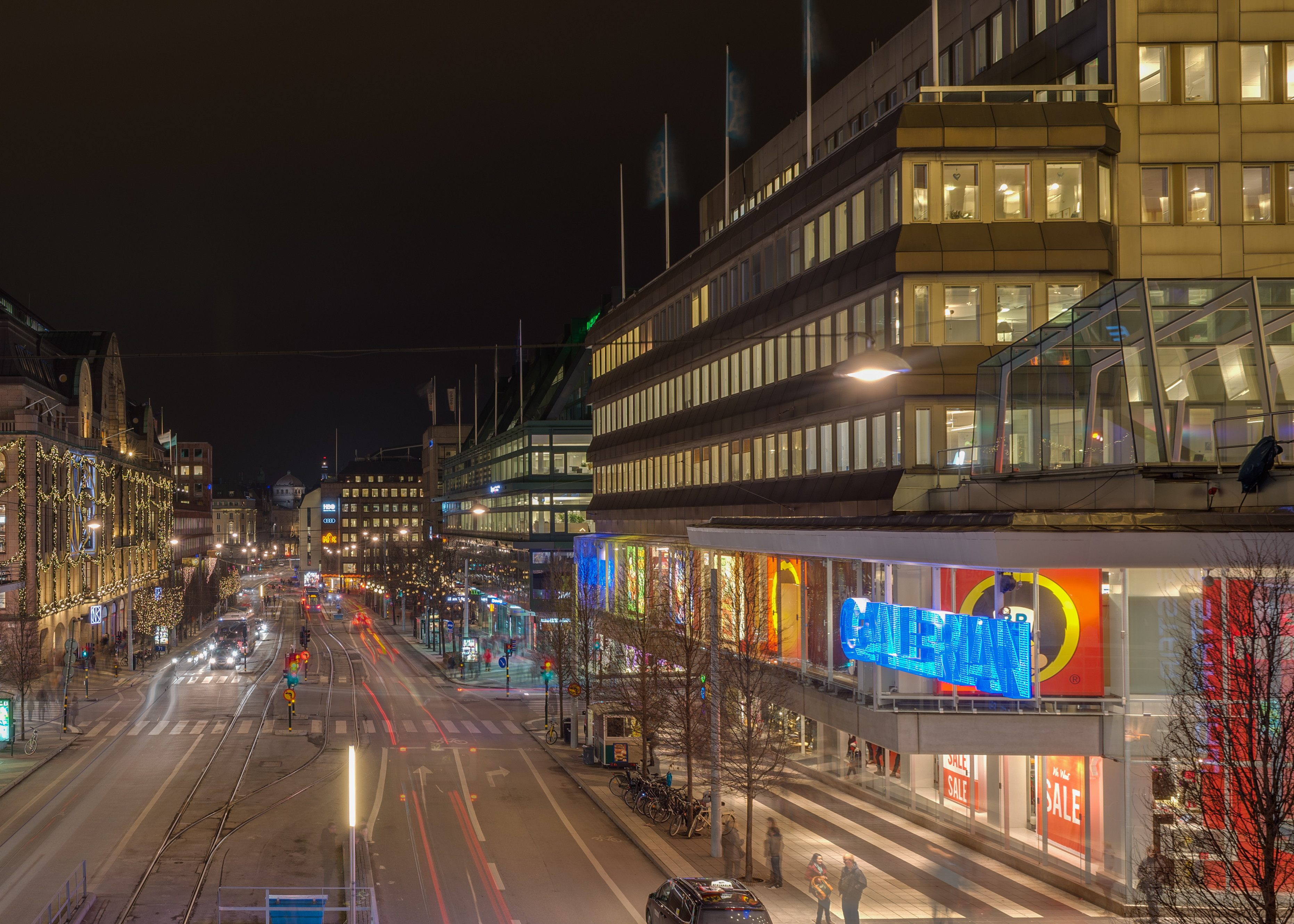
Hamngatan österut med Gallerian och Trollhättan 30 till höger, januari 2014.
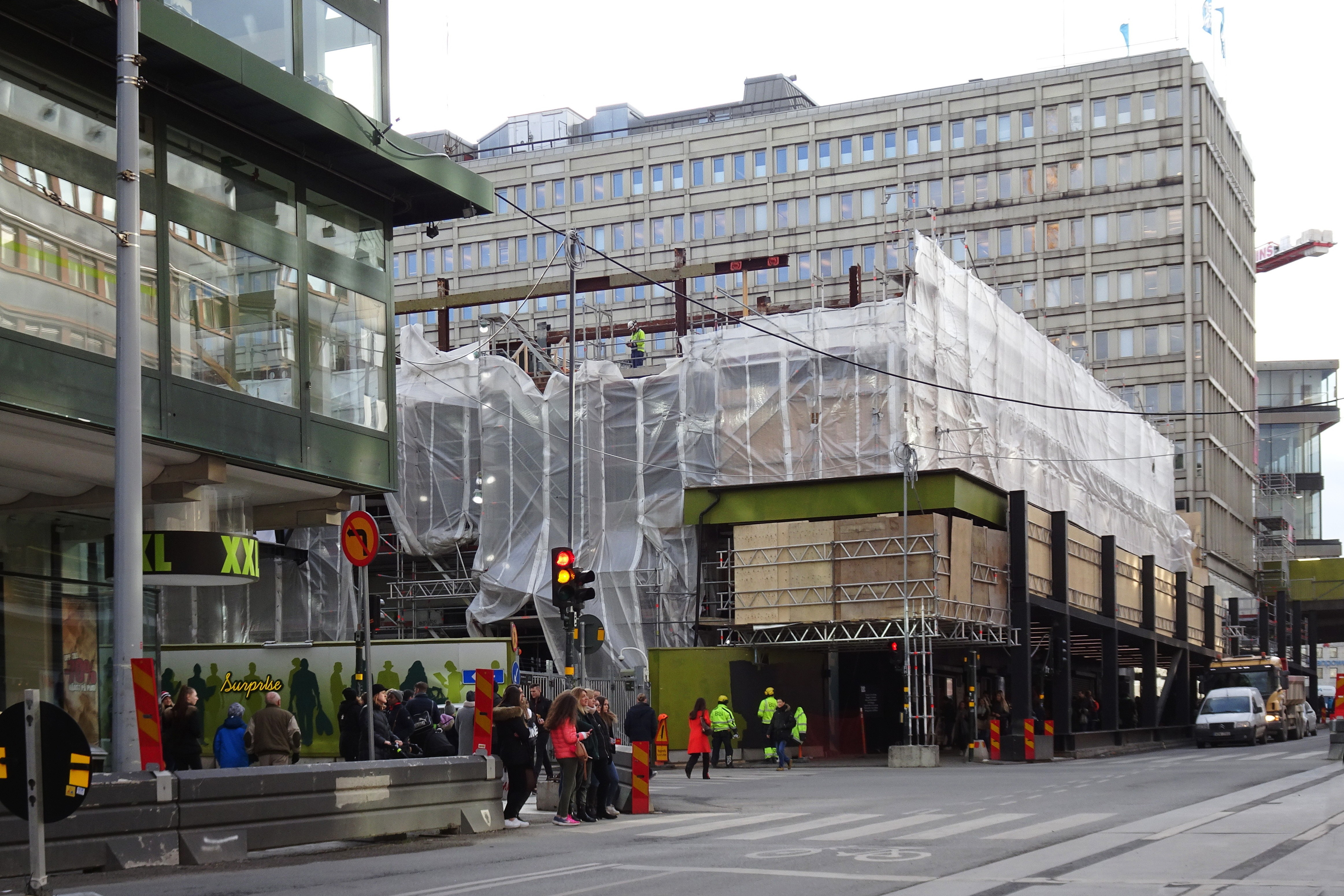
Rivning av Trollhättan 30 i mars 2017, i bakgrunden reser sig Trollhättan 29.
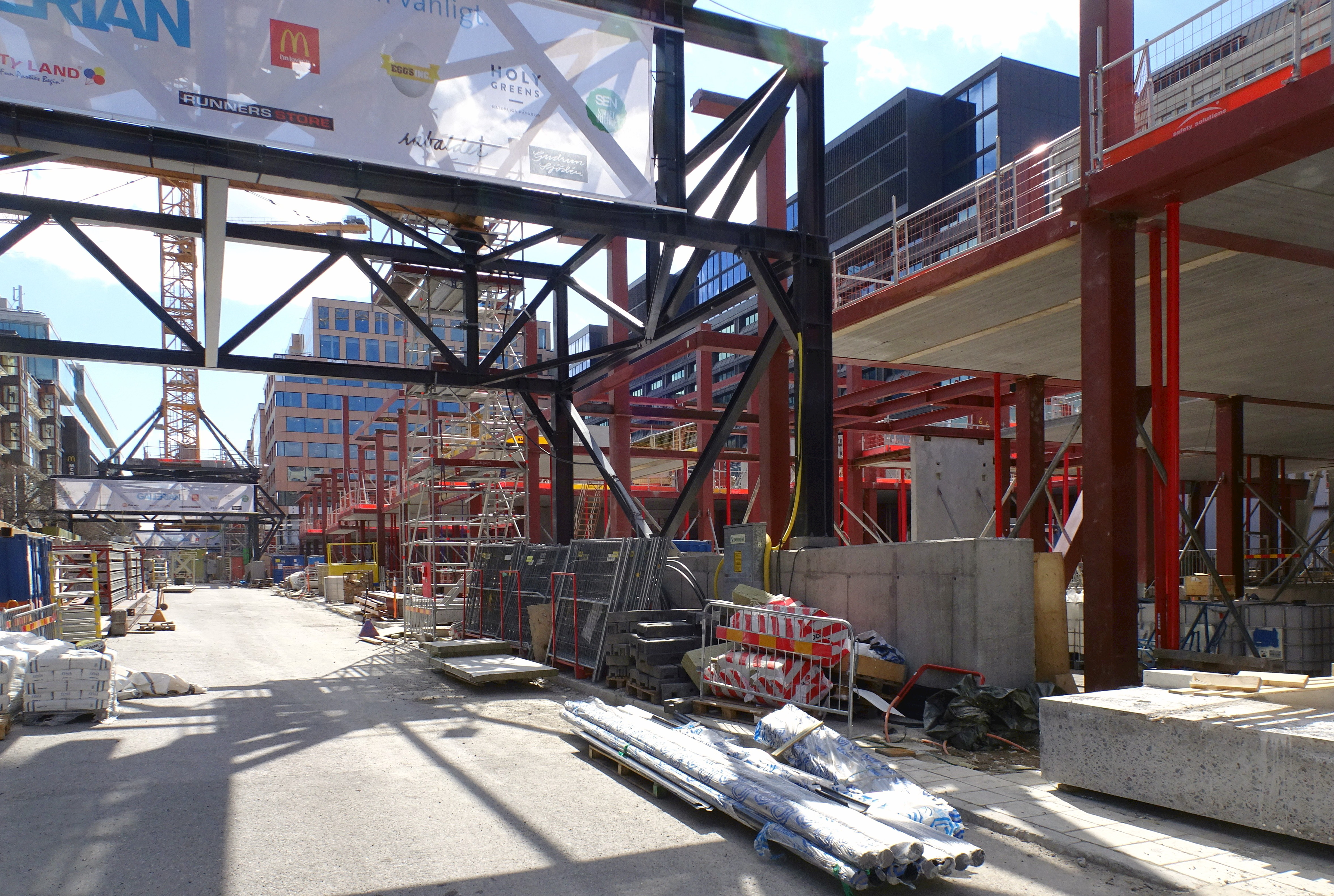
Stommen för nya Trollhättan 30 monteras i maj 2017.
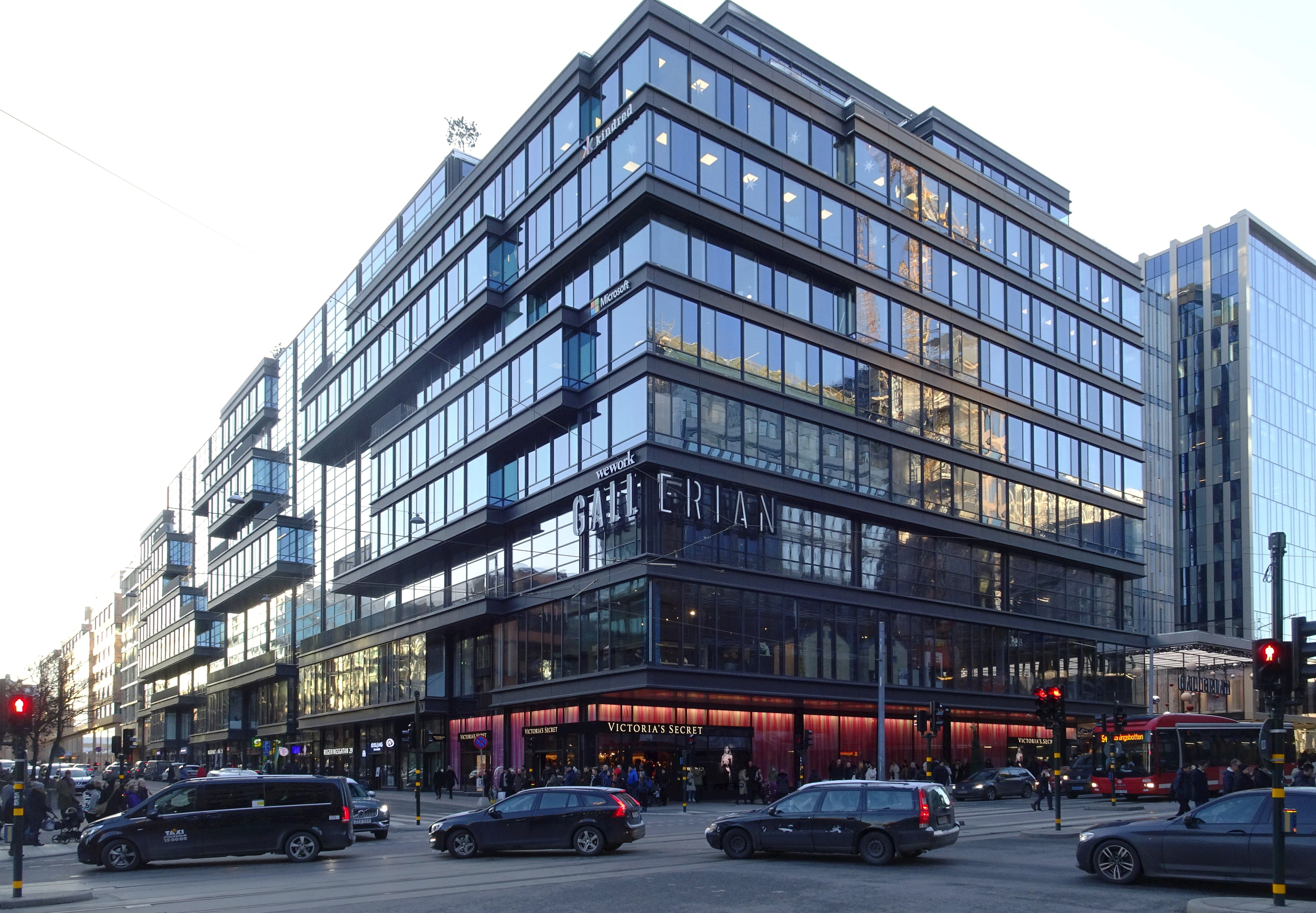
Nya Trollhättan 30 i november 2019.

## Nybyggnad
I ramen för sitt projekt Urban Escape lät tomträttshavaren, AMF fastigheter, 2017 riva byggnaden ända ner till grunden och istället uppföra ett nytt, större komplex som stod färdigt 2019. Till nydaningen hörde även att bebygga två mellanrum mellan Trollhättan 30 och Trollhättan 31 (tidigare Kockstorget) respektive mellan Trollhättan 30 och Trollhättan 29 (länkbyggnaden över Gallerians entré). Som arkitekt för nya Trollhättan 30 utsågs danska Lundgaard & Tranberg arkitektkontor efter en inbjuden tävling. Tillsammans med sin lokala partner Ahrbom & Partner ritade de ett hus med oregelbundna fasader bestående av indragna och utskjutande fasadpartier i glas och plåt. Totalentreprenör var Skanska.